# 6442 Зальцбург
6442 Зальцбург (6442 Salzburg) — астероїд головного поясу, відкритий 8 вересня 1988 року.
Тіссеранів параметр щодо Юпітера — 3,371.